# Associazione Sportiva Solbiatese 1973-1974
Questa voce raccoglie le informazioni riguardanti l'Associazione Sportiva Solbiatese nelle competizioni ufficiali della stagione 1973-1974.

## Rosa
| N. |                   | Ruolo | Calciatore          |
| -- | ----------------- | ----- | ------------------- |
|    | Italia (bandiera) | C     | Alberti Mauro       |
|    | Italia (bandiera) | C     | Giorgio Bulgarelli  |
|    | Italia (bandiera) |       | De Nero             |
|    | Italia (bandiera) | A     | Roberto Dioni       |
|    | Italia (bandiera) | P     | Achille Fellini     |
|    | Italia (bandiera) | D     | Adelio Filacchione  |
|    | Italia (bandiera) | D     | Luciano Fiorin      |
|    | Italia (bandiera) | C     | Giuseppe Fontana    |
|    | Italia (bandiera) | A     | Giovanni Fumagalli  |
|    | Italia (bandiera) | C     | Mario Guidetti      |
|    | Italia (bandiera) | A     | Pierluigi Invernici |
|    | Italia (bandiera) |       | Lavazza             |

| N. |                   | Ruolo | Calciatore        |
| -- | ----------------- | ----- | ----------------- |
|    | Italia (bandiera) |       | Malnati           |
|    | Italia (bandiera) | A     | Narciso Pezzotti  |
|    | Italia (bandiera) |       | Rampini           |
|    | Italia (bandiera) |       | Rigamonti         |
|    | Italia (bandiera) | D     | Tommaso Rossi     |
|    | Italia (bandiera) | C     | Giovanni Rota     |
|    | Italia (bandiera) | D     | Guglielmo Sacchi  |
|    | Italia (bandiera) | A     | Ugo Tosetto       |
|    | Italia (bandiera) | D     | Franco Vaccari    |
|    | Italia (bandiera) | D     | Giuliano Vincenzi |
|    | Italia (bandiera) | C     | Domenico Volpati  |
|    | Italia (bandiera) | P     | Eugenio Zecchina  |